# Carin Strömberg
Carin Strömberg (* 10. Juli 1993 in Stockholm) ist eine schwedische Handballspielerin.

## Karriere
Carin Strömberg begann das Handballspielen bei Skuru IK, für den sie insgesamt 17 Jahre aktiv war. Mit der Damenmannschaft von Skuru lief die Rückraumspielerin in der Elitserien und in drei Spielzeiten im Europapokal auf. Im Sommer 2016 wechselte sie zum dänischen Erstligisten Viborg HK. Ab der Saison 2021/22 stand sie beim französischen Erstligisten Nantes Atlantique Handball unter Vertrag. Nachdem Nantes Atlantique Handball im Sommer 2024 Insolvenz angemeldet hatte, schloss sie sich dem norwegischen Erstligisten Vipers Kristiansand an. Nachdem Strömberg ab dem Insolvenzantrag der Vipers im Januar 2025 vereinslos war, schloss sie sich im Folgemonat dem französischen Erstligisten Chambray Touraine Handball an.
Strömberg gewann mit Schweden 2010 die U-18-Handball-Weltmeisterschaft der Frauen und 2012 die U-20-Handball-Weltmeisterschaft der Frauen. Bei der U-18-Weltmeisterschaft 2010 wurde sie zum MVP gewählt. Aktuell gehört sie dem Kader der schwedischen Nationalmannschaft an, für die sie in bisher 157 Länderspielen 226 Treffer erzielte. Mit Schweden belegte sie den neunten Platz bei der Weltmeisterschaft 2015. Weiterhin nahm sie an den Olympischen Spielen 2016 in Rio de Janeiro, an der Europameisterschaft 2016, an der Weltmeisterschaft 2017, an der Europameisterschaft 2018, an der Weltmeisterschaft 2019, an der Europameisterschaft 2020, an den Olympischen Spielen 2020 in Tokio, an der Weltmeisterschaft 2021, an der Europameisterschaft 2022, an der Weltmeisterschaft 2023 sowie an den Olympischen Spielen 2024 in Paris teil.